# Cofana separata
Cofana separata  (лат.) — вид прыгающих насекомых рода Cofana из семейства цикадок (Cicadellidae). Новая Британия (Папуа — Новая Гвинея). Длина самцов — 9,9 мм, самок — 11,5 мм. Желтовато-коричневые цикадки с тёмными отметинами на теле. Лоб и пронотум тёмные. Питаются соками растений. Вид был впервые описан в 1979 году американским энтомологом Дэвидом Янгом (David Allan Young, 1915—1991).